# Cheetah Vision
Cheetah Vision — кінокомпанія, заснована в 2009 р. Кертісом «50 Cent» Джексоном та Рендаллом Емметтом. Перший фільм, «Перш ніж я себе знищу», разом з автобіографічною стрічкою про Джем Майстер Джея «2 Turntables and a Micorophone: The Life and Death of Jam Master Jay» потрапив до видання студійного альбому Before I Self Destruct для мережі Best Buy. Другий відзнятий проєкт, «Підстава», вийшов після релізу стрічки «Gun».
На початку 2011 50 Cent уклав угоду на $200 млн. на виробництво 10 фільмів. Дистриб'ютори: Grindstone/Lionsgate. За умовами договору, бюджет кожної стрічки становитиме приблизно $20 млн.

## Випущені фільми
- Перш ніж я себе знищу (16 листопада 2009)
- Gun (30 липня 2010)
- Підстава (20 вересня 2011)
- All Things Fall Apart (5 березня 2011 — прем'єра на міжнародному кінофестивалі в Маямі; 3 грудня 2011 — телебачення)
- Фрилансери (10 серпня 2012)
- Клин клином (6 листопада 2012)
- Мерзла земля (23 серпня 2013)
- Емпайр-Стейт (3 вересня 2013)

## Майбутні фільми
- The Dance (у виробництві)